# Kuurne-Brussel-Kuurne 2018
De 70e editie van de wielerwedstrijd Kuurne-Brussel-Kuurne werd  gehouden op 25 februari 2018. De start en finish vonden plaats in Kuurne. De wedstrijd maakte deel uit van de UCI Europe Tour 2018, in de categorie 1.HC. Regerend winnaar was de Slowaak Peter Sagan. Hij nam deze editie echter geen deel aan de koers.

## Deelnemende ploegen
Kuurne-Brussel-Kuurne was onderdeel van de UCI Europe Tour, maximaal 70% van de deelnemende ploegen mocht World Tour zijn, verder mochten ProContinentale ploegen meedoen en continentale Belgische ploegen. De organisatie besloot geen continentale ploegen uit te nodigen.
| WorldTour                                     | ProContinentaal              |
| --------------------------------------------- | ---------------------------- |
| AG2R La Mondiale                              | Wanty-Groupe Gobert          |
| Astana Pro Team                               | Sport Vlaanderen-Baloise     |
| BMC Racing Team                               | Veranda's Willems-Crelan     |
| BORA-hansgrohe                                | WB Veranclassic-Aqua Protect |
| Team EF Education First-Drapac p/b Cannondale | Cofidis, Solutions Crédits   |
| Team Dimension Data                           | Team Fortuneo-Samsic         |
| FDJ                                           | Direct Énergie               |
| Lotto Soudal                                  | Roompot-Nederlandse Loterij  |
| Mitchelton-Scott                              | Israel Cycling Academy       |
| Quick-Step Floors                             |                              |
| Team Katjoesja Alpecin                        |                              |
| Team LottoNL-Jumbo                            |                              |
| Team Sky                                      |                              |
| Team Sunweb                                   |                              |
| Trek-Segafredo                                |                              |
| UAE Abu Dhabi                                 |                              |

## Hellingen
In 2018 moeten de volgende hellingen worden beklommen:

## Uitslag
| Kuurne-Brussel-Kuurne 2018 |                   |                              |          |
| Plaats                     | Naam              | Ploeg                        | Tijd     |
| Winnaar                    | Dylan Groenewegen | Team LottoNL-Jumbo           | 4u53'09" |
| 2                          | Arnaud Démare     | FDJ                          | z.t.     |
| 3                          | Sonny Colbrelli   | Bahrain-Merida               | z.t.     |
| 4                          | Pim Ligthart      | Roompot-Nederlandse Loterij  | z.t.     |
| 5                          | Justin Jules      | WB-Aqua Protect-Veranclassic | z.t.     |
| 6                          | Jempy Drucker     | BMC Racing Team              | z.t.     |
| 7                          | Guillaume Boivin  | Israel Cycling Academy       | z.t.     |
| 8                          | Łukasz Wiśniowski | Team Sky                     | z.t.     |
| 9                          | Julien Vermote    | Team Dimension Data          | z.t.     |
| 10                         | Timothy Dupont    | Wanty-Groupe Gobert          | z.t.     |

1945 · 1946 · 1947 · 1948 · 1949 · 1950 · 1951 · 1952 · 1953 · 1954 · 1955 · 1956 · 1957 · 1958 · 1959 · 1960 · 1961 · 1962 · 1963 · 1964 · 1965 · 1966 · 1967 · 1968 · 1969 · 1970 · 1971 · 1972 · 1973 · 1974 · 1975 · 1976 · 1977 · 1978 · 1979 · 1980 · 1981 · 1982 · 1983 · 1984 · 1985 · 1986 · 1987 · 1988 · 1989 · 1990 · 1991 · 1992 · 1993 · 1994 · 1995 · 1996 · 1997 · 1998 · 1999 · 2000 · 2001 · 2002 · 2003 · 2004 · 2005 · 2006 · 2007 · 2008 · 2009 · 2010 · 2011 · 2012 · 2013 · 2014 · 2015 · 2016 · 2017 · 2018 · 2019 · 2020 · 2021 · 2022 · 2023 · 2024 · 2025
Lijst van beklimmingen